# مادلين هاسسون
مادلين هاسسون (بالإنجليزية: Maddie Hasson)‏ هي ممثلة أمريكية، ولدت في 4 يناير 1995 بنيوبيرن في الولايات المتحدة.

## أعمال

### مسلسلات
- ملفوف

## وصلات خارجية
- مادلين هاسسون على موقع IMDb (الإنجليزية)
- مادلين هاسسون على موقع قاعدة بيانات الأفلام العربية
- مادلين هاسسون على موقع ألو سيني (الفرنسية)
- مادلين هاسسون على موقع أول موفي (الإنجليزية)
- مادلين هاسسون على موقع قاعدة بيانات الفيلم (الإنجليزية)
- مادلين هاسسون على موقع كينوبويسك (الروسية)